# Близкая даль
«Близкая даль» — советский художественный фильм режиссёра Виталия Кольцова, снятый на киностудии «Мосфильм» в 1978 году.
Приехав с бригадой мелиораторов в очередное село, балагур Сергей сразу обратил внимание на Анну, директора совхоза, которая, на удивление всем односельчанам, вскоре привела его в свой дом…

## В ролях
- Жанна Прохоренко — Анна Владимировна Тальникова
- Анатолий Васильев — Сергей Букреев
- Любовь Соколова — Евдокия Сафроновна, свекровь Анны
- Иван Савкин — Михаил Константинович
- Ирина Гришина — Полина
- Андрей Смоляков — Никита Тропарёв, ветеринар
- Владимир Кашпур — Нил Андреевич Велехов
- Валерий Баринов — Борис Коман
- Всеволод Санаев — Андрей Захарович Погодин
- Николай Парфёнов — Василий Кузьмич Буланов
- Юрий Смирнов — Никифоров
- Валентина Владимирова — Клавдия
- Владимир Земляникин — Дёмин
- Вера Новикова — Женька Колыхалова
- Виктор Филиппов — Таболов
- Алевтина Румянцева — Любовь, мать Полины
- Николай Смирнов — Яков
- Владимир Гуляев — член бюро райкома
- Александр Лебедев — Суриков
- Ирина Мурзаева — секретарша Нила Андреевича
- Ираида Солдатова — мать Сергея

## Съёмочная группа
- Режиссёр: Виталий Кольцов
- Автор сценария: Артур Макаров
- Оператор: Анатолий Николаев
- Художник-постановщик: Алексей Лебедев
- Композитор: Владимир Шаинский
- Текст песен: Михаил Матусовский
- Звукорежиссёр: Тамара Баталова